# The Shadow of Rosalie Byrnes
The Shadow of Rosalie Byrnes er en amerikansk stumfilm fra 1920 af George Archainbaud.

## Medvirkende
- Elaine Hammerstein som Leontine Maddern / Leona Maddern
- Edward Langford som Gerald Cromwell
- Anita Booth som Eleanor
- Alfred Hickman som Hugo Stone
- Fanny Cogan som Mrs. Lange
- George Cowl som Vasco Lamar
- Lillian Worth som Mrs. Cromwell
- Juliette Benson som Miss Christine